# Mad Cap
Mad Cap (* 20. September 1982 in Bielefeld, bürgerlicher Name Timo Neilmann (geb. Bödeker)) ist ein Rapper, Produzent und Labelbetreiber.

## Leben und Karriere
Aufgewachsen ist Mad Cap in Bielefeld. Seit Mitte der 1990er Jahre beschäftigt er sich mit Hip-Hop und ist seitdem auch in der Hip-Hop-Szene präsent. 1995 hatte Mad Cap angefangen, Graffiti zu sprühen und zu rappen. Es folgte im Jahr 1999 die Gründung der Gruppe HitBack zusammen mit „DJ Rapit“. Im Rahmen der Hip-Hop-Crew „OWL Rockt“ (Künstlerkollektiv aus Ostwestfalen-Lippe) folgten regelmäßige Auftritte.
Neben seinen Aktivitäten als Rapper und Produzent war er stark als Graffitikünstler (bis Mitte 2000er) und Veranstalter (bis heute) aktiv. Nach seinen Soloalben „Art 4 Real“ (2001) und „Traumland“ (2005) sowie weiteren Alben als Teil der Crew Independenzia (2007 und 2008) und Plan 88 (mit Albino) (2008) sowie weiteren Kollaborationen, ist das Album Reach Peace sein jüngstes Werk. Im Juli 2017 veröffentlichte er die Promo-EP "Du bist".
Im Jahr 2005 hat Mad Cap sein eigenes Label „Art 4 Real“ gegründet, das bis heute Musik veröffentlicht. Das Label versteht sich als Künstlernetzwerk, bei dem Künstler wie Albino, Callya, Comar, Independenzia, Soultecniqeus, Tokin One, u. v. m. beheimatet sind.
2010 gewann er durch einen Radiowettbewerb mit seiner Crew Independenzia einen Auftritt mit den Bielefelder Philharmonikern (bei Classic meets Pop). Während seines Bachelorstudiums an der Universität Bielefeld mit den Fächern Kunst & Musik sowie Sozialwissenschaften, hat er als AStA-Kulturreferent Veranstaltungen wie den HipHop Kongress organisiert. Seit der Wiederauflage des B-Boy Massakers im Rahmen des HipHop Kongresses (2008) ist Mad Cap bis heute Mitorganisator dieses meist jährlich stattfindenden Breakdance Battles in Bielefeld.
Seit 2015 ist Mad Cap als Lehrer tätig und unterrichtet die Fächer Musik, Sozialwissenschaften und Mathematik an der Bertolt-Brecht-Gesamtschule in Löhne.

## Diskografie

### Soloalben
- 2001: Art 4 Real (CD/Tape)
- 2005: Traumland (CD)
- 2018: Reach Peace (CD/MP3)

### Kollaborationen

#### Alben
- 2007: "Freie Entfaltung" (CD) – Independenzia (Brainstorm, Mad Cap, Smarakt, Triebtat & Tokin One)
- 2008: 88 Is Great (CD) – Plan 88 (Albino & Mad Cap)
- 2008: "Independenze Day" (CD) – Independenzia (Brainstorm, Mad Cap, Smarakt, Triebtat & Tokin One)

#### Singles/EPs
- 2003: "§129a – Freiheit aller politischen Gefangenen" (ft. Albino, 12 Finger Dan, B-Base, Schall, Dj Mike)
- 2008: "Musik" (EP) – Independenzia (Brainstorm, Mad Cap, Smarakt, Triebtat & Tokin One)
- 2017: “Du bist” EP (CD/MP3)
- 2018: "Kein Thema" (MP3) – Aco MC, Clishé MC, Fab Kush, Kleenik, Mad Cap, Mr. Jawbone, SoK und DJ Rapit

#### Beteiligungen als Rapper und Produzent
- 2004 „Gott und die Welt“ – MVK (CD)
- 2004 „OWL Rockt Tape 2“ – Various Artists (V.A.) (Tape)
- 2004 „OWL Rockt Tape 3“ – V.A. (Tape)
- 2005 „HipHop Partisan #1“ – V.A. (CD)
- 2005 „Traumland“ – Mad Cap (CD)
- 2006 „Dichter & Denker“ Sampler – V.A. (Brave Art Records)
- 2006 „Überlebenstraining“ – Albino (CD)
- 2006 „Graustufen“ – Zentrix (CD)
- 2006 „Schattenleben“ – Callya, PeatMac & Soultecniques (CD)
- 2007 „Art 4 Real Online Sampler“ – V.A. (MP3-Download)
- 2007 „Baila Contra Pobreza Sampler“ – V.A. (CD)
- 2007 „Must Bi Told Sampler vol.2“ – V.A. (Doppel-CD)
- 2008 „Vergessenes Feuer “ – Callya (CD)
- 2009 “INDE Mixtape vol.1 -Battle meets Conscious” (MP3)
- 2009 “Berg und Tal” – Tokin One ft. Mad Cap (MP3)
- 2009 “Art 4 Real Hip Hop Sampler 2” – V.A. (MP3)
- 2011 “Love Ina De House” – Ras Mandingo (CD)
- 2012 “Art4Real meets Urban Tree Music” – V.A. (MP3)
- 2012 “Natura Libera” – Albino (CD)
- 2013 “Anderland” – Albino (CD)
- 2015 “Hallo” – Ali Safari (CD/MP3)
- 2018 "Zu Hause" – Comar (Vinyl)
- 2018 "Seitenstreifen" EP – Fab Kush & Mr. Jawbone (MP3)
- 2018 "Album ohne Titel" – SoK (MP3)